# コシヒカリBL
コシヒカリBL（コシヒカリビーエル）とは、いもち病に抵抗性を持つように改良された、「コシヒカリ」を親とする品種群のことで、科学的にも種苗法上でもいずれも「コシヒカリ」とは異なる品種である。BLは「いもち病抵抗性系統」（英: Blast resistance Lines、ブラスト・レジスタンス・ラインズ）の略であり、連続戻し交配で育種して遺伝子を導入している（遺伝子組み換えではない）。
コシヒカリBLの数品種を混合栽培して生産するとコシヒカリIL（英: Isogenic Lines）と呼ぶ。
2005年度（平成17年度）産より新潟県は、コシヒカリ新潟BLの4品種を混合栽培したコシヒカリILを、玄米段階である出荷時に農産物検査法に基づいて「産地品種銘柄：新潟県産コシヒカリ」「品種名：コシヒカリBL」とし、精米段階ではJAS法に基づいて「品種名：コシヒカリ」として売っている（JAS法では混合栽培米をブレンド米とはしない）。このため、小売店にて精米段階で購買する消費者は、「コシヒカリBL」と従来の「コシヒカリ」を区別することは出来ない。

## 品種
コシヒカリBLは、品種登録上コシヒカリとは別の品種である。病気に対する遺伝子などが異なるので、コシヒカリと性質が異なり同一品種として登録できない。
コシヒカリBLには多品種あり、以下のとおり。右は一回親（抵抗遺伝子の導入元）、もしくは父×母。ただし、一回親もまたコシヒカリにある抵抗品種の遺伝子を導入した品種だった場合、その抵抗品種の名を記した。
- 登録済み
  - コシヒカリ新潟BL1号[2] - ササニシキ
  - コシヒカリ新潟BL2号[2] - トドロキワセ
  - コシヒカリ新潟BL3号[2] - Pi No.4（農林8号にTadukanの抵抗遺伝子を導入）
  - コシヒカリ新潟BL4号[2] - 新潟早生
  - コシヒカリ新潟BL5号[2] - 越みのり
  - コシヒカリ新潟BL6号[2] - ツユアケ
  - コシヒカリ新潟BL9号 - コシヒカリ新潟BL１号 × コシヒカリ新潟BL8号
  - コシヒカリ新潟BL10号 - コシヒカリ新潟BL2号 × コシヒカリ新潟BL8号
  - コシヒカリ新潟BL11号 - コシヒカリ新潟BL2号 × コシヒカリ新潟BL7号
  - コシヒカリ新潟BL12号 - コシヒカリ新潟BL5号 × コシヒカリ新潟BL7号
  - コシヒカリ新潟BL13号 - K59
  - コシヒカリ富山BL1号[2] - ササニシキBL4号
  - コシヒカリ富山BL2号[2] - BC-ta2（キヌヒカリにササニシキBL5号の抵抗遺伝子を導入）
  - コシヒカリ富山BL3号[2] - ササニシキBL7号
  - コシヒカリ富山BL4号[2] - K60（農林8号にTadukanの抵抗遺伝子を導入）
  - コシヒカリ富山BL6号[2] - ササニシキBL3号
  - コシヒカリ富山BL7号[2] - Kasarath
  - コシヒカリ富筑SDBL1号 - コシヒカリつくばSD1号 × コシヒカリ富山BL1号
  - コシヒカリ富筑SDBL2号 - コシヒカリつくばSD1号 × コシヒカリ富山BL2号
  - コシヒカリ富筑SDBL3号 - コシヒカリつくばSD1号 × コシヒカリ富山BL3号
  - コシヒカリ富筑SDBL4号 - コシヒカリつくばSD1号 × コシヒカリ富山BL4号
  - コシヒカリ富筑SDBL5号 - コシヒカリつくばSD1号 × コシヒカリ富山BL5号
  - コシヒカリ富筑SDBL6号 - コシヒカリ富山BL6号 × コシヒカリつくばSD1号
  - コシヒカリ富筑SDBL8号 - コシヒカリつくばSD1号 × と系BL-Pia（コシヒカリとの同質性を確認した系統）
  - コシヒカリ富筑SDBL9号 - コシヒカリつくばSD1号 × と系BL-Pii（コシヒカリとの同質性を確認した系統）
  - コシヒカリ富筑SDBL10号 - コシヒカリつくばSD1号 × コシヒカリ富山BL2号
  - コシヒカリ関東BL1号 - IRBL9-W
  - コシヒカリBL1号（越南IL6号）[2] - 東北IL6号（ササニシキBL）

多品種を用意した理由は、別々の抵抗性遺伝子を持つ多品種の組み合わせ、比率を栽培年次ごとに変更することによっていもち病菌の抵抗性耐性の進化、流行を防ぐためである。これらを組み合わせたものをコシヒカリIL (Isogenic Line) と呼ぶ。

## 味
農林水産省、新潟県、育種専門家らによると、いもち病抵抗性を除く品種特性はコシヒカリと実用上同一とみなせる。
東京で行ったモニター調査では従来のコシヒカリよりおいしいかほぼ同じであるという意見が約8割であった。日本穀物検定協会の食味ランキングでも、従来のコシヒカリと同じ「特A」である。

## 新潟県のコシヒカリIL
| 年度     | 感受性系統 | 感受性系統 | 抵抗性系統 | 抵抗性系統 | 抵抗性系統 | 抵抗性系統 |
| 年度     | BL1号      | BL2号      | BL3号      | BL4号      | BL10号     | BL11号     |
| -------- | ---------- | ---------- | ---------- | ---------- | ---------- | ---------- |
| 2005年度 | 10%        | 20%        | 50%        | 20%        | －         | －         |
| 2006年度 | 10%        | 20%        | 50%        | 20%        | －         | －         |
| 2007年度 | 10%        | 20%        | 50%        | 20%        | －         | －         |
| 2008年度 | 10%        | 20%        | －         | 20%        | 50%        | －         |
| 2009年度 | 10%        | 20%        | －         | 20%        | 50%        | －         |
| 2010年度 | 10%        | 20%        | 35%        | －         | 35%        | －         |
| 2011年度 | 10%        | 20%        | －         | 35%        | －         | 35%        |
| 2012年度 | 10%        | 20%        | －         | 35%        | －         | 35%        |
| 2013年度 | 10%        | 20%        | －         | 35%        | －         | 35%        |
| 2014年度 | 10%        | 20%        | 35%        | －         | －         | 35%        |
| 2015年度 | 10%        | 20%        | 35%        | －         | －         | 35%        |

| コシヒカリの品種構成 コシヒカリ (100%) BL1号 (0%) BL2号 (0%) BL3号 (0%) BL4号 (0%) BL10号 (0%) BL11号 (0%) | 2005年度 - 07年度の新潟県のコシヒカリILの品種構成 コシヒカリ (0%) BL1号 (10%) BL2号 (20%) BL3号 (50%) BL4号 (20%) BL10号 (0%) BL11号 (0%) | 2008年度 - 09年度の新潟県のコシヒカリILの品種構成 コシヒカリ (0%) BL1号 (10%) BL2号 (20%) BL3号 (0%) BL4号 (20%) BL10号 (50%) BL11号 (0%) | 2010年度の新潟県のコシヒカリILの品種構成 コシヒカリ (0%) BL1号 (10%) BL2号 (20%) BL3号 (35%) BL4号 (0%) BL10号 (35%) BL11号 (0%) | 2011年度 - 13年度の新潟県のコシヒカリILの品種構成 コシヒカリ (0%) BL1号 (10%) BL2号 (20%) BL3号 (0%) BL4号 (35%) BL10号 (0%) BL11号 (35%) | 2014年度 - 15年度の新潟県のコシヒカリILの品種構成 コシヒカリ (0%) BL1号 (10%) BL2号 (20%) BL3号 (35%) BL4号 (0%) BL10号 (0%) BL11号 (35%) |

## 新潟産コシヒカリの銘柄問題
新潟県では、2005年より、作付の大部分がコシヒカリBLに切り替わった（富山県では、低農薬農法用品種という位置づけで、作付面積は多くない）。
新潟県産のコシヒカリは高価格であることから、他県産のコシヒカリなどを新潟産と偽装することが後を絶たなかった。新潟県の農家のみにコシヒカリBLの種籾を販売することで、DNA型鑑定により他県産のものか判別できることになる。